# Terra Sirenum
Terra Sirenum é uma vasta região no hemisfério sul do planeta Marte, centrada a 39.7º S e 150º W, cobrindo uma área de 3900 km em sua extensão máxima. Essa região cobre as latitudes de 10º a 70º sul e as longitudes de 110º a 180º W. Terra Sirenum é uma área elevada que se destaca por suas inúmeras crateras, incluindo a imensa cratera Newton. Terra Sirenum se situa no quadrângulo de Phaethontis. Acredita-se que uma região de baixada em Terra Sirenum possa ter abrigado um lago que foi eventualmente drenado por Ma'adim Vallis.

## Depósitos clorados

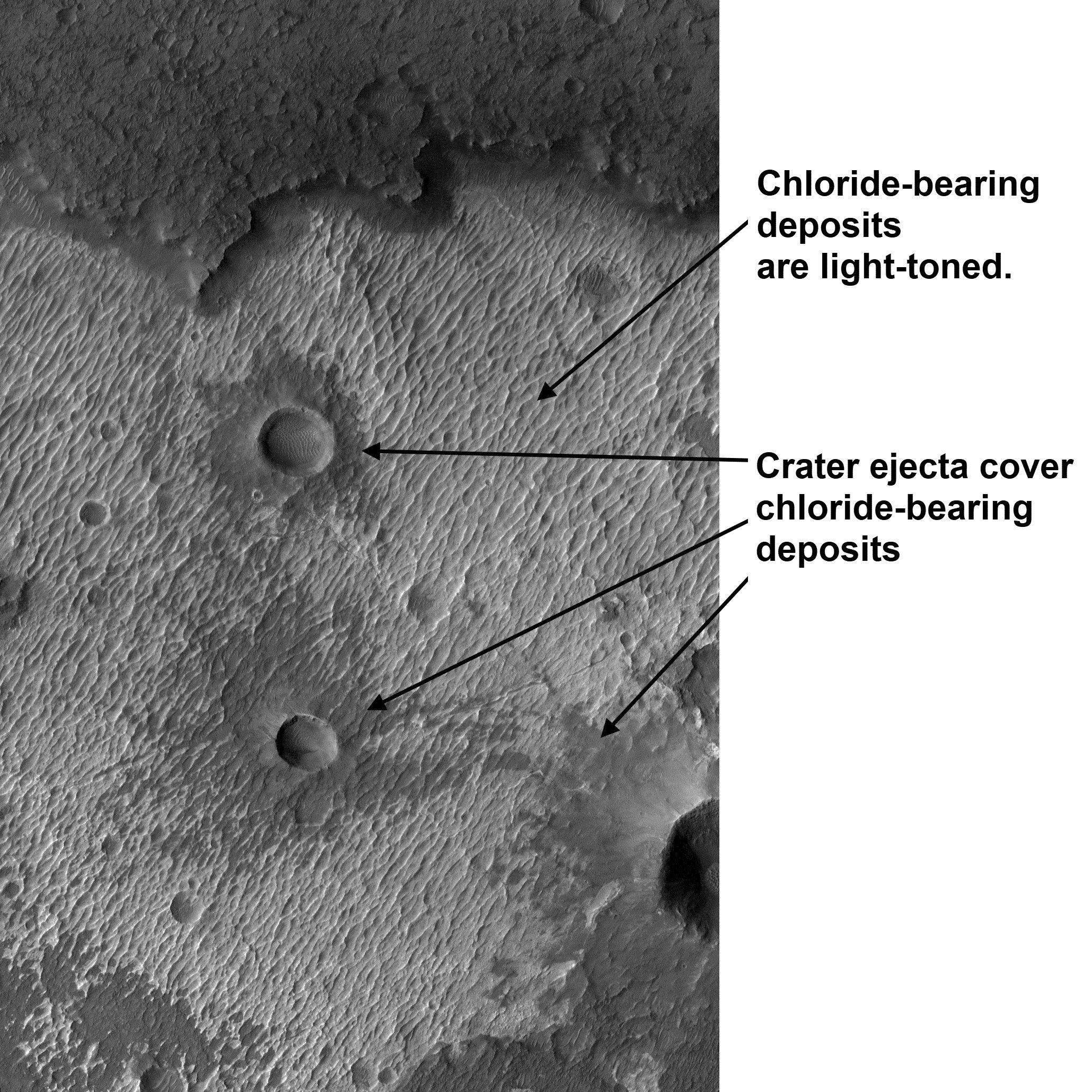
Evidência de água de depósitos clorados em Phaethontis. Imagem da HiRISE.

Utilizando dados da Mars Odyssey, da Mars Global Surveyor e da Mars Reconnaissance Orbiter, cientistas descobriram vastos depósitos de minerais clorados. A imagem abaixo mostra alguns destes depósitos no quadrângulo de Phaethontis. Evidências indicam que estes depósitos foram formados a partir da evaporação de águas enriquecidas com minerais. A pesquisa sugere que lagos podem ter estado presente em diversos pontos da superfície marciana.
Geralmente, os cloretos são os últimos minerais a se originarem da solução. Carbonatos, sulfatos, e sílicas se precipitam primeiro. Sulfatos e sílica foram encontrados pelos Mars rovers na superfície. Locais contendo minerais de cloretos podem ter outrora abrigado várias formas de vida. Além disso, tais locais deveriam preservar antigos traços de vida.

## Relevo invertido

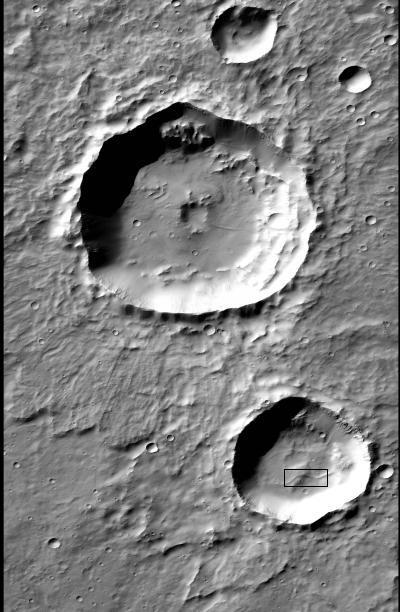
Imagem do CTX de crateras, a caixa preta indica a localidade da próxima imagem.

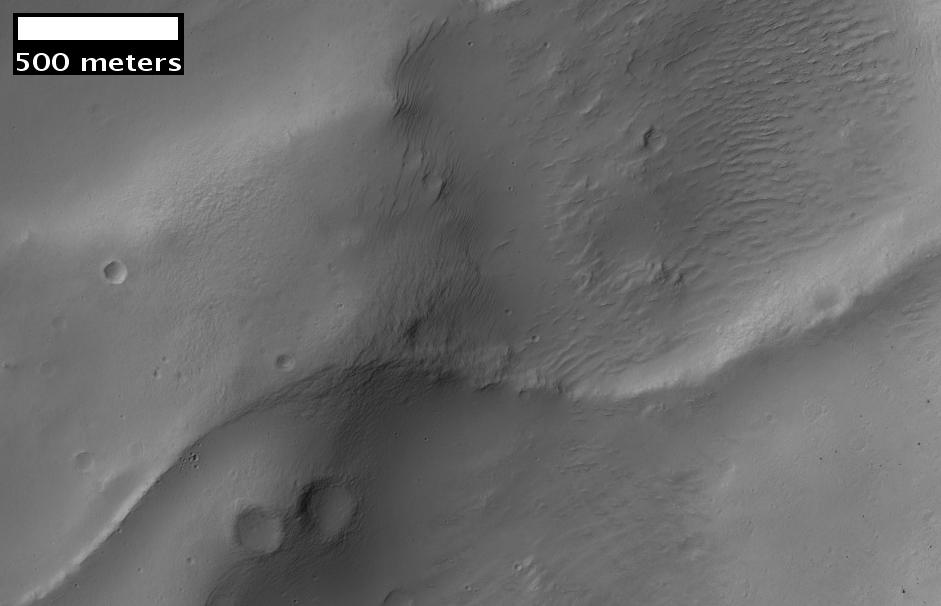
Imagem da fotografia anterior de um tergo sinuoso que pode ser remanescente de um córrego antigo que se inverteu. Imagem da HiRISE sob o programa HiWish.

Alguns locais em Marte exibem relevo invertido, onde formações geológicas que eram antes depressões, cursos d'água, agora se encontram acima da superfície. Tais formações podem ter se formado quando materiais, como grandes rochas, foram depositados em áreas baixas, tendo sido então deixados para trás pela erosão (talvez pelo vento, que não pode mover grandes rochas) que removeu muito das camadas superficiais.  Outras origens do relevo invertido pode ser a lava fluindo por um leito de um canal ou materiais sendo cimentados por minerais dissolvidos em água.  Na Terra, materiais cimentados por sílica são altamente resistentes a todos os tipos de forças erosivas. Relevos invertidos na forma de correntezas são uma evidência adicional para água fluindo em tempos passados.

## Ravinas marcianas

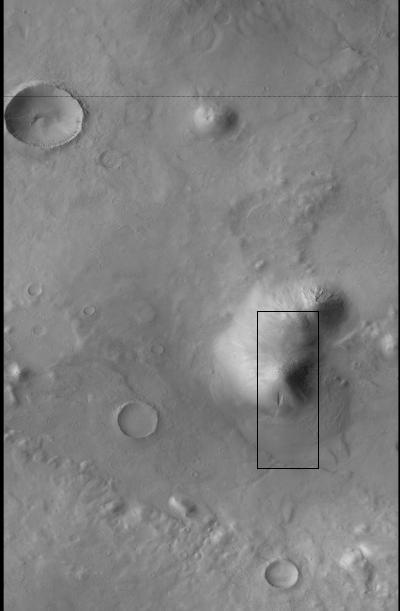
Imagem do CTX da próxima imagem mostrando o panorama da área. Como a colina está isolada, seria difícil um aquífero de formar no local. Retângulos mostram a localização aproximada da próxima imagem.

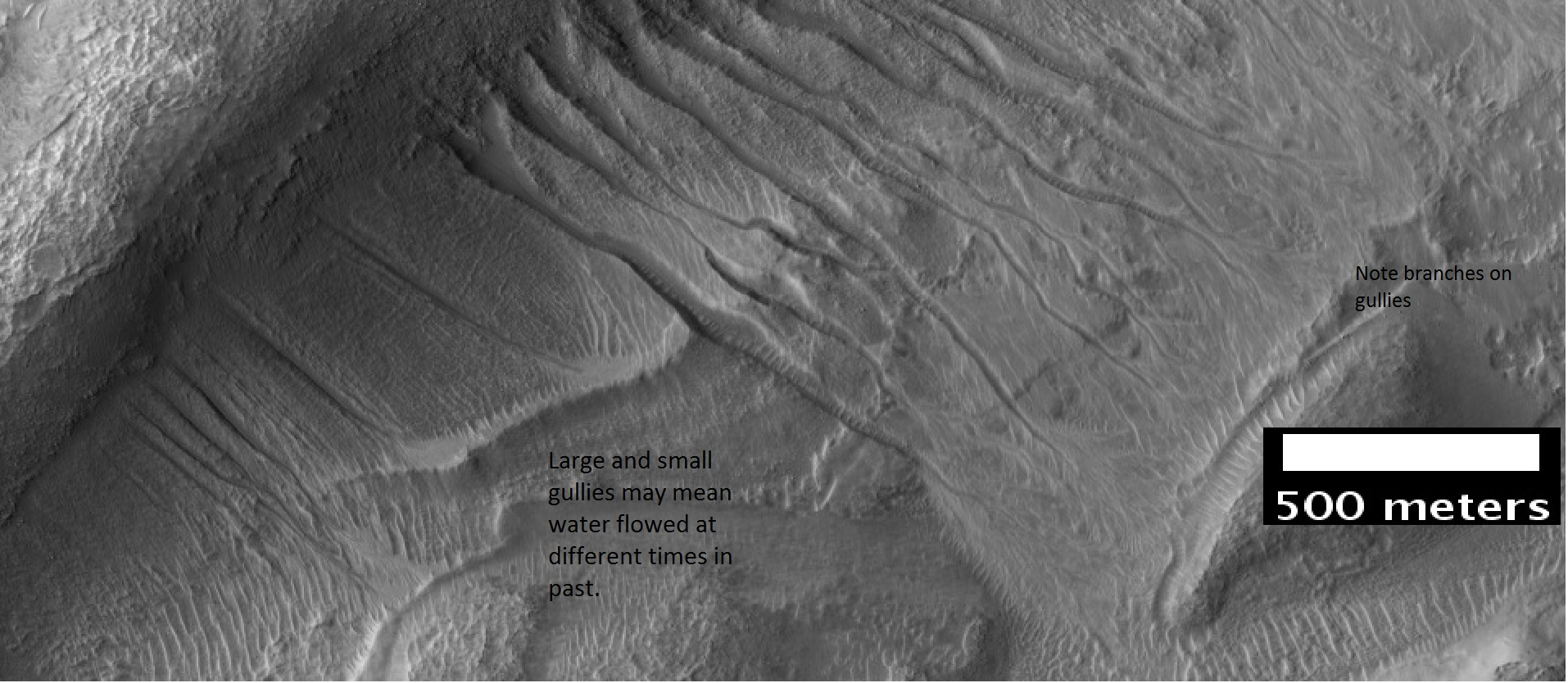
Imagem da HiRISE, obtida sob o programa HiWish, de ravinas em Terra Sirenum.

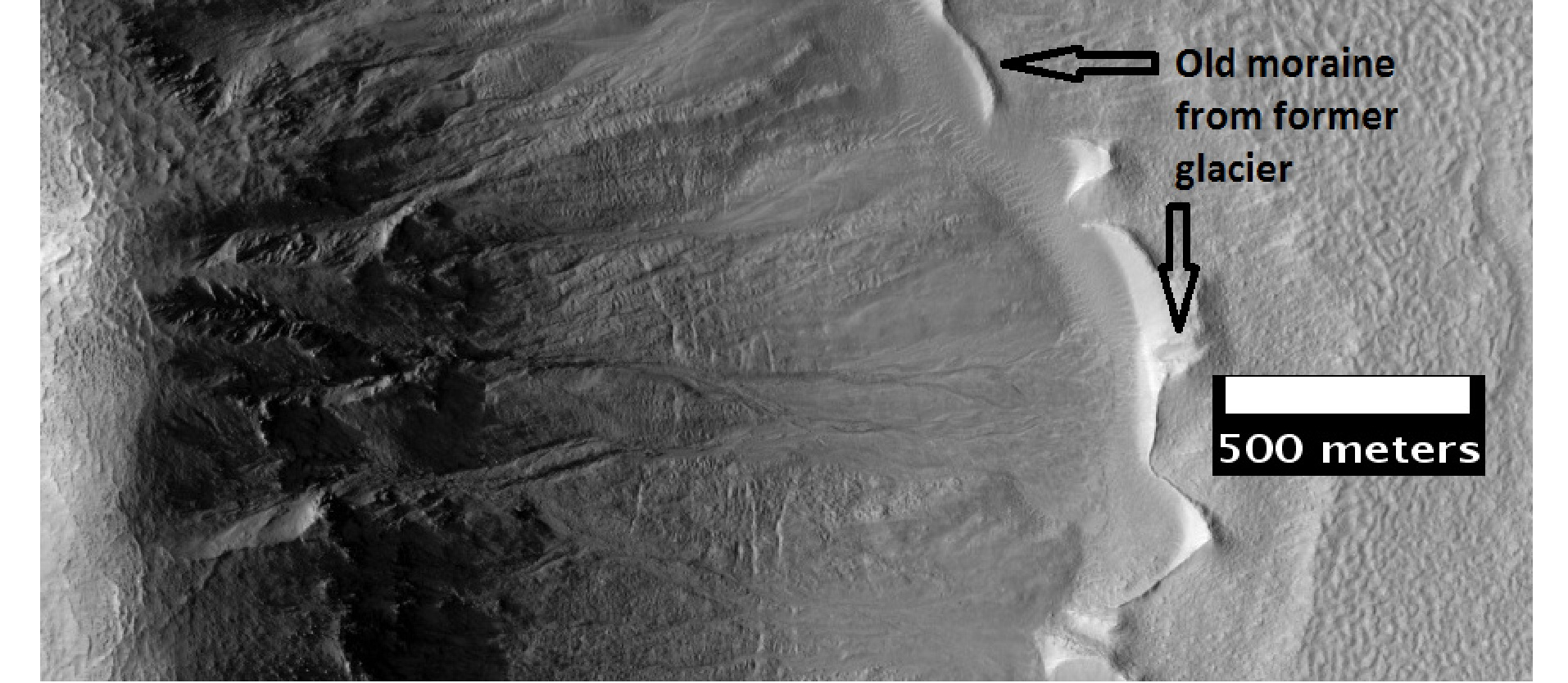
Ravinas com remanescentes de uma antiga geleira numa cratera em Terra Sirenum, visto pela HiRISE, sob o programa HiWish.

Terra Sirenum abriga várias ravinas cuja existência pode se dever a água fluida num passado recente. Algumas se encontram em Gorgonum Chaos e em várias crateras próximas às grandes crateras de Copernicus e cratera Newton.  Ravinas ocorrem em encostas íngremes, especialmente as paredes das crateras. Acredita-se que as ravinas sejam relativamente jovens por possuírem poucas ou nenhuma cratera, e elas se situam no topo de dunas de areia que são em si jovens.  Geralmente, cada ravina possui uma alcova, um canal e uma placa.  Apesar de muitas ideias terem sido propostas para explicá-las, as mais populares envolvem água líquida originária de um aquífero ou impressões de antigas geleiras.
Há evidências para ambas as teorias. A maioria das alcovas das ravinas ocorrem no mesmo nível, tal como se esperaria de um aquífero. Várias medições e cálculos demonstram que água líquida poderia existir em um aquífero nas profundidades em que as voçorocas geralmente se iniciam. Uma variação desse modelo é a tese de que o magma montante poderia ter derretido o gelo fazendo com que a água fluísse em aquíferos. Aquíferos são camadas que permitem que a água flua. Eles podem consistir em arenito poroso. Essa camada poderia ser estar situada acima de outra camada que evitaria que a água fluísse mais abaixo (em termos geológicos dir-se-ia impermeável). A única direção em que a água aprisionada poderia fluir seria horizontalmente.  A água poderia então fluir para a superfície em um ponto em que o aquífero encontra um limite, como a parede de uma cratera.  Aquíferos são muito comuns na Terra. Um bom exemplo é a "Weeping Rock" no Parque Nacional de Zion em Utah, Estados Unidos.
Por outro lado há evidências para a teoria alternativa, pois grande parte da superfície de Marte é coberta por um manto fofo espesso, o qual se acredita ser uma mistura de gelo e poeira. O manto rico em gelo, com espessura de poucos metros, faz com que a superfície fique mais fofa, mas há locais em que esta apresenta uma superfície desnivelada, lembrando a superfície de uma bola de basquete.  Sob certas condições o gelo poderia derreter e fluir encosta abaixo, criando ravinas.  Por haver poucas crateras nesse manto, conclui-se que o manto é relativamente jovem. Uma excelente vista deste manto é a imagem da borda da cratera Ptolemaeus, vista pela HiRISE.
O manto rico em gelo pode ser resultado de mudanças climáticas. Mudanças na órbita e inclinação de Marte provocam mudanças significativas na distribuição de gelo de água desde regiões polares até as latitudes equivalentes às do Texas.  Durante certos períodos climáticos o vapor d’água escapa da capa polar e vai para a atmosfera. A água retorna ao solo em latitudes mais baixas na forma de depósitos ou gelo misturado generosamente com a poeira. A atmosfera de Marte contém uma grande quantidade de finas partículas de poeira. O vapor d’água se condensa sobre as partículas, então as partículas maiores carregadas de água caem no solo. Quando a obliquidade de Marte atinge seu ponto máximo, mais de 2 cm de gelo pode ser removido da capa glacial de verão e depositado nas latitudes médias. Este movimento de água poderia durar por milhares de anos e criar uma camada de neve com mais de 10 metros de espessura. Quando o gelo no topo da camada superficial volta para a atmosfera, ela deixa a poeira para trás, isolando o gelo residual.  Medições das altitudes e inclinações das ravinas dão suporte à ideia de que bolsões de gelo ou geleiras estão associados às ravinas. Encostas mais inclinadas fazem mais sombra, o que ajudaria a preservar o gelo.
Elevações mais altas possuem muito menos ravinas pois o gelo tenderia a se sublimar mais no ar da alta altitude.
A terceira teoria poderia ser possível tendo em vista que mudanças climáticas podem ser o bastante para permitir o gelo no solo se derreta formando assim as ravinas. Durante um clima mais ameno, os primeiros metros poderiam thaw e produzir um "fluxo de detritos" similar àqueles da seca e gelada costa oriental de Groenlândia. Como as ravinas ocorrem em encostas íngremes apenas um pequeno decréscimo no esforço cortante das partículas do solo é o bastante para iniciar o fluxo. Pequenas quantidades de água líquida de gelo derretido do solo poderia ser o bastante. Cálculos demonstram que um terço de um milímetro de escoamento pode ser produzido a cada dia por 50 dias em cada ano marciano, mesmo sob as condições atuais.

## Faixas magnéticas e placas tectônicas
A Mars Global Surveyor (MGS) descobriu faixas magnéticas na crosta de Marte, especialmente nos quadrângulos de Phaethontis e Eridania (Terra Cimmeria e Terra Sirenum). O magnetômetro a bordo da MGS descobriu faixas de crosta magnetizadas de 100 km de largura correndo paralelamente por mais de 2000 km. Essas faixas se alternam em polaridade com o polo magnético norte de um apontando para o norte da superfície e o polo magnético norte do outro apontando para o sul. Quando faixas similares foram descobertas na Terra nos anos 60, elas foram tomadas como uma evidência para as placas tectônicas. Pesquisadores acreditam que estas faixas magnéticas em Marte sejam uma evidência para um curto período de atividade tectônica nos primórdios do planeta. Quando as rochas se solidificam elas retêm o magnetismo existente no momento. Acredita-se que o campo magnético de um planeta seja causado pelo movimento de fluidos sob a superfície. Porém, há algumas diferenças entre as faixas magnéticas da Terra e as de Marte. As faixas marcianas são mais largas, apresentando uma magnetização muito maior, e não parecem espalhar além de uma zona média de emissão. Como a área contendo as faixas magnéticas data de aproximadamente 4 bilhões de anos, acredita se que o campo magnético global durou provavelmente pelos primeiros 100 milhões de anos da existência de Marte, quando a temperatura do ferro derretido do núcleo do planeta pode ter estado alta o bastante para impulsionar um dínamo magnético. Não há nenhum campo magnético próximo a bacias de impacto como Hellas. O choque de um impacto pode ter apagado a magnetização residual das rochas do local. Portanto, o magnetismo produzido por um antigo movimento de fluidos no núcleo teria cessado de existir após o impacto.
Quando a rocha derretida contendo material magnético, como a hematita (Fe2O3), se resfria e se solidifica na presença de um campo magnético, ela acaba sendo magnetizada e adquire a polaridade do campo de fundo. O magnetismo só é perdido quando a rocha é subsequentemente aquecida acima de certa temperatura (o ponto Curie, que seria de 770°C para o ferro). O magnetismo deixado nas rochas é um registro do campo magnético da época em que a rocha se solidificou.